# Berriozábal
Berriozábal es una ciudad  mexicana perteneciente al estado de Chiapas y que forma parte de la Zona metropolitana de Tuxtla Gutiérrez, siendo la duodécima ciudad por población del estado. Sus actividades principales son la ganadería, la silvicultura y la siembra de maíz y sorgo. Actualmente tiene como principal actividad el turismo y comercio dominical, además su actividad especial desde hace muchos años era la fabricación de hamacas ya que antes era zona de producción de ixtle y henequen. 
Se encuentra a 17 km de Tuxtla Gutiérrez, capital del Estado de Chiapas.

## Historia
La historia de Berriozábal puede reconstruirse mediante datos que constan en el título y escrituras de la antigua hacienda de Don Rodrigo. Los fundadores de esta hacienda fueron los hermanos Tomás y Rodrigo Ponce de León, en 1598, quienes eran indios principales del pueblo de Chiapa, gobernador y cacique el primero de ellos.
En esta época, abundaban los terratenientes que explotaban grandes extensiones de tierras sin tener justo título, lo que obligó al rey de España a expedir la cédula de fecha 10 de noviembre de 1591, en la que fijaba plazo a los dueños de estancias, chacras y caballerías para entrar en composición regulada. También ordenaba, a las autoridades, restituir a la corona todas las tierras que no cumplieran los requisitos fijados en la cédula.
Acatando ésta real disposición los hermanos Ponce de León pidieron a las autoridades de provincia, entrar en composición con el Rey, el 18 de noviembre de 1598. Para tal fin solicitan una visita de ojos, a los dos sitios que tenían en propiedad, llamados San Sebastián y Santa Inés (originalmente Santa Catalina), en donde los nativos de la región denominaban Cuiximaguillo, (es decir, lugar donde enciende el ocote en lengua náhuatl) para medirlos y amojonarlos.
Habiendo resuelto de conformidad las autoridades, se constituyeron en el lugar el 25 del mismo mes y año. Los hermanos de León, don Juan Barba de coronado, juez de comisión por su majestad para la venta de tierras en la provincia de Chiapas; Manuel Díaz Dacosta, escribano; Gaspar de Solórzano, medidor por su Majestad; los testigos Juan Rodríguez (español), Juan Vázquez y Juan de la Torre (indios de Ocozocoautla). Terminada la medida de la estancia el juez Barba de Corona aceptó la composición en 60 tostones de plata de a cuatro reales que pagaron al Rey.
Al principio del año 1600, don Rodrigo Ponce de León, aparece como único dueño, sin que se pueda precisar, si le compró a su hermano la parte que le correspondía o la obtuvo por herencia; la estancia se denominó desde entonces San Sebastián y años después don Rodrigo, de donde siglos más tarde se formó el pueblo de Berriozábal.

## Geografía
La localidad está ubicada en la posición 16°48′0″N 93°16′0″O / 16.80000, -93.26667, a una altitud de 904 m s. n. m.
El clima de Berriozábal en términos generales se considera templado, subhúmedo y mesoterno, con abundantes lluvias en verano y escasas lluvias en el invierno, con aproximadamente 100 a 125 días de precipitación durante el año; la máxima precipitación pluvial es de 9.087 ml y comprende los meses de junio a octubre; la temperatura media es de 20 °C con una máxima de 35 °C y los vientos predominantes llevan dirección norte-sur.
Según la clasificación climática de Köppen, el clima corresponde al tipo Aw - Tropical seco.

## Demografía
Sobre la base de los datos obtenidos en el censo de 2020, la ciudad tiene 36 084 habitantes, lo que representa un incremento promedio de 2.6% anual en el período 2010-2020 sobre la base de los 28 130 habitantes registrados en el censo anterior. Ocupa una superficie de 8.455 km², lo que determina al año 2020 una densidad de 4268 hab/km².
| Gráfica de evolución demográfica de Berriozábal entre 2000 y 2020 |
|                                                                   |
| Fuente: Instituto Nacional de Estadística Geografía e Informática |

En el año 2010 estaba clasificada como una localidad de grado alto de vulnerabilidad social.
La población de Berriozábal está mayoritariamente alfabetizada (6.34% de personas analfabetas al año 2020) con un grado de escolarización en torno de los 8.5 años. Solo el 3.78% de la población es indígena.